# Gruppo cosmonauti TsKBEM 2/IMBP 1
Il Gruppo cosmonauti  TsKBEM 2/IMBP 1 è stato selezionato il 22 marzo 1972 ed è formato da tre ingegneri di TsKBEM (l'attuale RKK Ėnergija) e tre medici dell'IMBP.  L'addestramento di base per i cosmonauti si è svolto tra marzo 1972 (ottobre per Poljakov) e il 1973. Dei cosmonauti selezionati solo Lebedev e Poljakov sono andati nello spazio. Al 2018 Poljakov detiene ancora il record di permanenza continuativa nello spazio, avendo passato 437 giorni a bordo della Mir durante una singola missione tra gennaio 1994 e marzo 1995.
Cosmonauti del Gruppo TsKBEM 2: 
- Boris Andreev[1]
- Valentin Lebedev[2]

Sojuz 13
Sojuz T-5/Sojuz T-7
- Jurij Ponomarev[3]

Cosmonauti del Gruppo IMBP 1: 
- Georgij Mačinski[4]
- Valerij Poljakov[5]

Sojuz TM-6/Sojuz TM-7 (Mir 3/4)
Sojuz TM-18/Sojuz TM-20 (Mir 15/16/17)
- Lev Smirennyj[6]